# Hotel Weinzinger

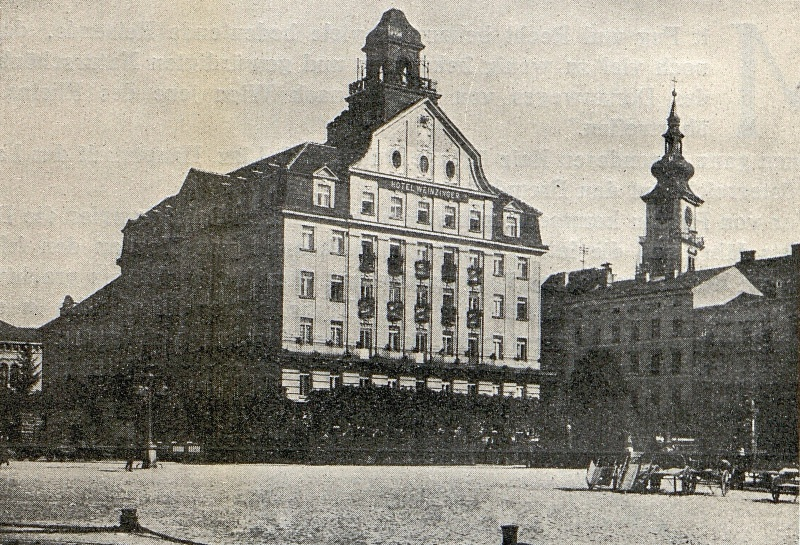
Das Hotel Weinzinger um 1914

Das Hotel Weinzinger, vormals Hotel Erzherzog Karl war ein seit den 1840er Jahren bestehendes Hotel an der Linzer Donaulände auf Höhe Adalbert-Stifter-Platz, das 1938 in die Geschichte einging, da hier Adolf Hitler das Gesetz zum „Anschluss Österreichs“ unterzeichnete. 1962 wurde es für den Neubau eines Bürohochhauses der Generali-Versicherung abgebrochen.

## Geschichte
Im Jahre 1840 erwarb der Fischhändler und Gastwirt Bartholomäus Kogler das Grundstück an der Donaulände, um dort einen Gasthof zu errichten. Dieser dreistöckige vornehme Biedermeierbau wurde 1842 eröffnet. 1843 wurde ihm das Gesuch, den Titel Gasthof Erzherzog Karl zu führen, von demselben bewilligt. Bald wurde daraus das führende Hotel in Linz, in dem viele adelige Persönlichkeiten abstiegen; auch Erzherzog Karl selbst wohnte 1847 hier. Nach Koglers Tod übernahm Josef Bauer den Gasthof, 1877 erwarb ihn der international erfolgreiche Hotelier Karl Marschner, der den Gasthof in Hotel Erzherzog Karl umtaufte. Er bot den Gästen als erster in Linz einen Omnibus zum Bahnhof an. Als Marschner in den Ruhestand ging, erwarb 1902 der Wiener Holzindustrielle Josef Weinzinger gemeinsam mit seinem Schwager, dem Gmundner Kasinorestaurateur Viktor Toth, das Hotel.
1908 fassten Weinzinger und Toth den Beschluss, das alte Haus durch einen Neubau zu ersetzen. 1912 bis 1914 wurde das neue Hotel nach Plänen der Wiener Architekten Karl Scheffel und Hans Glaser, ausgeführt vom Linzer Stadtbaumeister Gustav Steinberger, als modernes prunkvolles Wahrzeichen für Linz an der Donau erbaut und als Hotel Weinzinger 1914 eröffnet. Es hatte für die damalige Zeit jeglichen Komfort eines Luxus-Hotels inkl. Personenaufzug. Nach Toths Ausscheiden aus dem Betrieb führte Josef Weinzinger mit seinem Sohn Ernst Weinzinger das Hotel.
Nach finanziellen Schwierigkeiten durch den Ersten Weltkrieg, war das Hotel ab 1921 wiederum mit Vergnügungsreisenden ausgebucht. 1922 wurde nach Plänen des Brünner Architekten G. Czermak eine American Bar angebaut. Otto Maria Weinzinger, Hotelmanager in Philadelphia und New York, jüngster Sohn Josef Weinzingers, wurde von diesem mit der Mitführung des Unternehmens betraut; ebenso 1927 der dritte Sohn Edi Weinzinger. Das Hotel Weinzinger war stets das erste Haus am Platz in Linz.
Im Nationalsozialismus wurde das Haus nach heftigen Drohungen enteignet und nur etwa ein Fünftel des gemeinen Wertes an die Weinzingers bezahlt, da es einem geplanten „Führerhotel“ im Rahmen der Monumentalverbauung der Linzer Donauufer hätte weichen sollen. Nach dem Krieg konnte die Familie Weinzinger das Haus erst nach einem langen Prozess zurückerlangen, da die Stadt Linz auf der Legitimität der Enteignung beharrte.

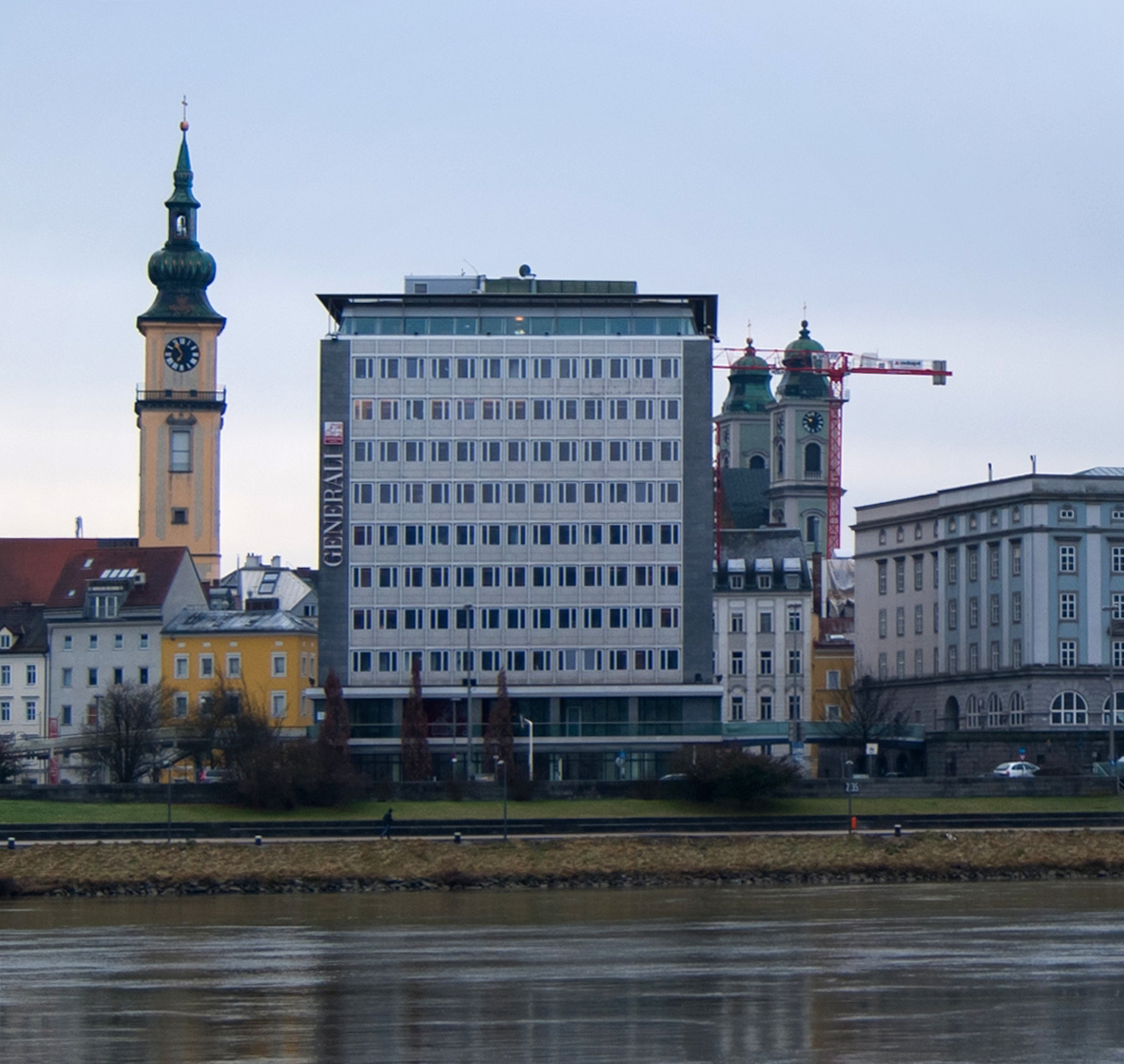
Generali-Gebäude

1962 wurde das Hotelgebäude abgebrochen und an dieser Stelle das Bürohochhaus der Generali-Versicherung errichtet.

## Ausstattung

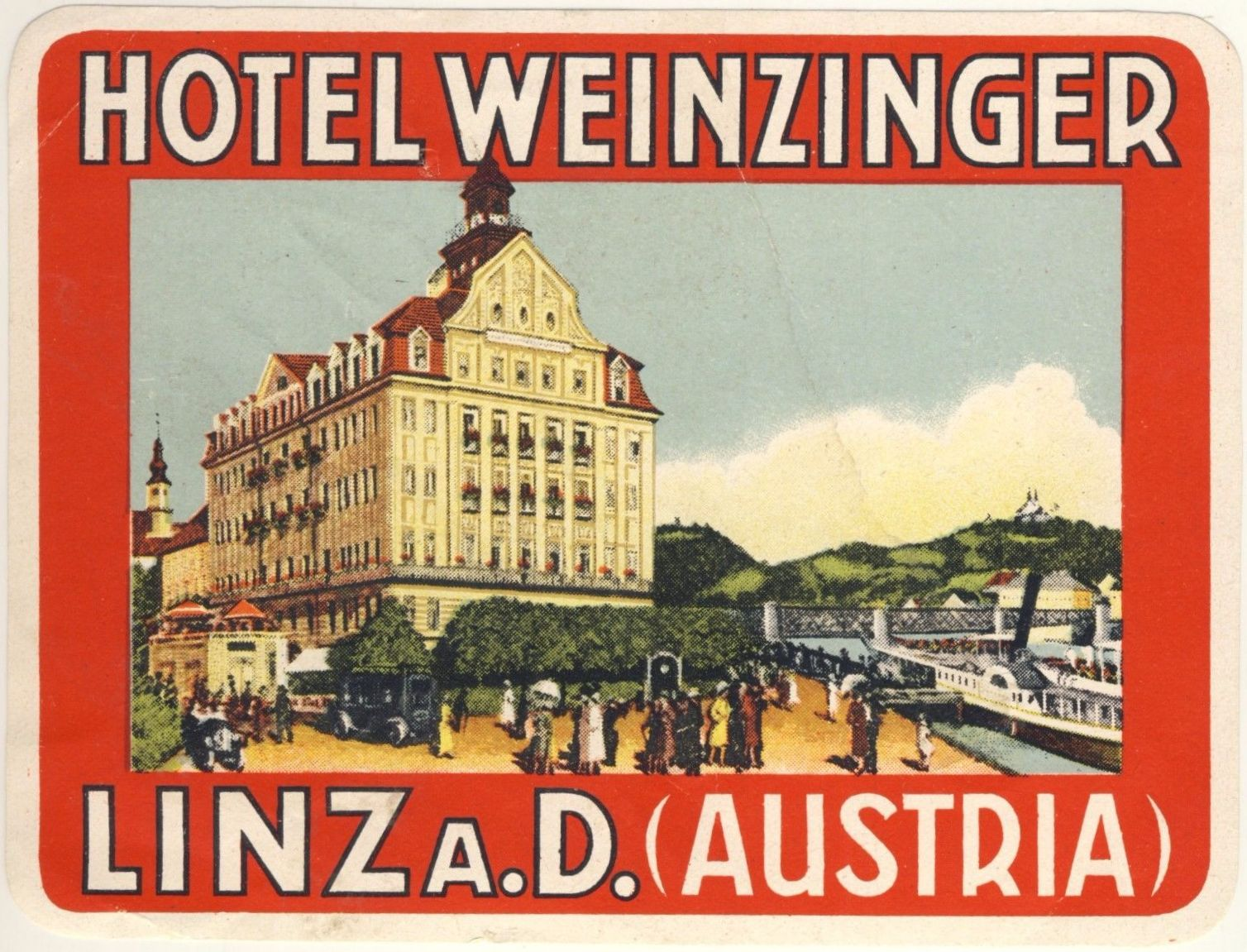
Kofferaufkleber

Im Hotelprospekt aus den 1920er-Jahren ist zu lesen:
DAS HOTEL WEINZINGER - ERZHERZOG KARL
Vornehmes Haus ersten Ranges - modernster Komfort - 114 Zimmer - Bäder Zentralheizung - Vorzügliche Küche erstklassige Getränke - Restaurationsgärten - Garage - Autobus - American-Bar
114 Zimmer Salons - Appartements, Einzelzimmer mit Privatbad, Personen u.Gepäckslift, Zentralheizung, die meisten Zimmer mit Balkon, Gesellschaftsräume, Terrassen, Restaurationsgärten, Autogarage, Boxes, Autobus zu jedem Zug
Einbettzimmer von S 4-, zweibettige von S 7, aufwärts. Bei längerem Aufenthalt ermässigte Preise
Vom Aussichtsturm des Hotels herrliche Rund=schau über das Donautal und die Alpen
Im Betriebe des Hotels BOSTON BAR. Elegant gemütliche Gaststätte in moderner Raumkultur, Musik u.moderne Tänze. Vornehmster Aufenthalt der Stadt. Täglich ab 9h abends geöffnet. Vorzügliche Erfrischungsgetränke, Eig.Konditorei. Reservierte Tische für die Hotelgäste

## Gäste
Adolf Hitler war im Hotel Weinzinger mehrmals Gast, zuletzt vom 12. bis 14. März 1938. Er unterzeichnete hier am 13. März 1938 das Gesetz zum „Anschluss Österreichs“ an das Deutsche Reich.